# Museo Nacional de la Estampa
Le Museo Nacional de la Estampa (MUNAE, Musée national de l'estampe) est un musée national du Mexique consacré à la conservation et à l'exposition d'estampes d'artistes nationaux ou internationaux des XXe et XXIe siècles principalement.

## Histoire
Le Museo Nacional de la Estampa est inauguré le 17 décembre 1986 et fait partie du réseau de l'Institut national des Beaux-Arts et de la Littérature (es) du Mexique. Il est fondé dans le but de « collecter, conserver, documenter et diffuser l'œuvre graphique d'artistes mexicains et étrangers auprès du grand public ».
Le bâtiment néo-classique date des dernières années du XIXe siècle et a été construit sur le cimetière de l'atrium de la église de la Santa Veracruz (es), l'une des premières paroisses de Mexico, désormais localisé au 39, av. Hidalgo, colonia Centro, delegación Cuauhtémoc, à Mexico,. Il fait partie des quatre bâtiments de grande valeur architecturale situés sur la Plaza de la Santa Veracruz, avec le musée Franz Mayer (es), le temple de San Juan de Dios et l'église paroissiale de la Santa Veracruz.

## Collection
Le musée abrite la Colección Nacional de Estampas, l'une des plus grandes collections d'estampes du Mexique : la collection nationale d'estampes (environ 12 000 œuvres),.
Le musée abrite une collection diverse qui tient compte de l'évolution historique de l'estampe, depuis l'estampe préhispanique, suivie de l'estampe coloniale (1530-1780), l'estampe académique, l'estampe moderne et contemporaine, l'estampe du XXe siècle, la résurgence de l'estampe (1922-1960) et les nouvelles alternatives, jusqu'à la Bienal de Estampa Contemporánea Mexicana, dont la première édition, organisée par le musée national de l'estampe, a eu lieu en 2009,,,.
La collection abrite des œuvres d'artistes nationaux tels que José Guadalupe Posada, José Clemente Orozco, David Alfaro Siqueiros, Leopoldo Méndez, Mario Benedetti, Adolfo Mexiac, Mariana Yampolsky, Angelina Beloff, Julio Ruelas et Rufino Tamayo, mais aussi internationaux tels que les Français Jacques Villon et Pierre Buraglio, les Américains Richard Serra et Barbara Kruger, les Allemands Hans Richter, Josef Albers, Peter Klasen et Klaus Rinke, les Espagnols Antoni Tàpies et Antonio Saura ainsi que le russo-américain Ilia Kabakov,.